# Beggen
Beggen  est l'un des 24 quartiers de Luxembourg-ville. En 2025, il comptait 3 906 habitants, dont 67,9% de non-luxembourgeois.

## Situation géographique
Situé juste dans le Nord de la ville, le quartier est surtout connu pour son club de football FC Avenir Beggen et son stade Henri Dunant.
Le quartier Beggen a une surface de 170,91 ha et est situé à la frontière nord de la capitale. Il est limitrophe 
à l’est de Dommeldange,
au sud d’Eich,
à l’ouest de Mühlenbach.
L’Alzette traverse le quartier de Beggen, du nord au sud, est le partage en deux parties.

## Historique
Beggen, partie de l’ancienne commune d’Eich, est un quartier de la ville depuis la fusion des communes limitrophes avec la Ville de Luxembourg en 1920.
L’origine de Beggen remonte à un petit village très pauvre situé au nord de la forteresse de Luxembourg. Sept foyers y sont mentionnés pour l’année 1611. En 1635, pendant la guerre de trente ans, Beggen compte 10 maisons, dont seulement 5 sont encore habitées en 1657. Le recensement de 1851 compte 150 habitants. La population de Beggen va rapidement s’accroître avec l’industrialisation et le besoin en main-d’œuvre.

## Patrimoine religieux
- L'église Sainte Famille de Nazareth, rue de Beggen.